# Mycetoporus boreellus
Mycetoporus boreellus är en skalbaggsart som beskrevs av J.Sahlberg 1876. Mycetoporus boreellus ingår i släktet Mycetoporus, och familjen kortvingar. Arten är reproducerande i Sverige.